# Ein Senkrechtstarter kratzt die Kurve
Ein Senkrechtstarter kratzt die Kurve (Take This Job and Shove It) ist eine US-amerikanische Komödie aus dem Jahr 1981, die am 29. Juli 1983 in die deutschen Kinos kam.

## Handlung
Die Ellison Group hat vier kleine Brauereien erworben, die alle in finanziellen Schwierigkeiten stecken. Der junge Manager Frank Macklin soll eine der maroden Brauereien sanieren – ausgerechnet in seiner alten Heimatstadt. Dabei gerät er zuerst mit seinen alten Bekannten aneinander, die sich nun an die neue Linie gewöhnen müssen und wird dann so erfolgreich, dass die Brauerei schon wieder an einen neuen Besitzer verkauft werden soll.

## Hintergrund
Der Film war mit einem Einspielergebnis von über 17 Millionen US-Dollar nur in den USA bei Produktionskosten von vier Millionen US-Dollar ein kommerzieller Erfolg.
Der populäre Country-Song Take This Job and Shove It, der Anfang 1978 Nummer-1-Hit in den USA war, ist Namensgeber des Originaltitels. Der Songschreiber David Allan Coe und der Sänger Johnny Paycheck sind im Film in Nebenrollen zu sehen.

## Rezeption
„Trotz oberflächlichen Klamauks und einiger Längen ein unterhaltsamer Film, der Kritik an der modernen Gesellschaft übt und auf Möglichkeiten solidarischen Handelns verweist.“